# Assault
Assault is een Britse film uit 1971 onder regie van Sidney Hayers. De film is gebaseerd op de roman The Ravine van Kendal Young. De film werd uitgebracht in Amerika onder de naam Tower of Terror en later hernoemd naar In the Devil's Garden.

## Verhaal
Nadat een scholiere op weg van school naar huis wordt aangerand, onderzoekt de politie de zaak. Nadat een tweede scholiere verkracht en vermoord werd roept men de hulp in van een dokter en een lokale leraar om de zaak te helpen oplossen.

## Rolverdeling
| Acteur                             | Personage               |
| ---------------------------------- | ----------------------- |
| Suzy Kendall                       | Julie West              |
| Frank Finlay                       | Det. Chief Supt. Velyan |
| Freddie Jones                      | Journalist              |
| James Laurenson                    | Greg Lomax              |
| Lesley-Anne Down                   | Tessa Hurst             |
| Tony Beckley                       | Leslie Sanford          |
| Anthony Ainley                     | Mr. Bartell             |
| Dilys Hamlett                      | Mrs. Sanford            |
| James Cosmo                        | Det. Sgt. Beale         |
| Patrick Jordan                     | Sgt. Milton             |
| Allan Cuthbertson                  | Lijkschouwer            |
| Anabel Littledale                  | Susan Miller            |
| Tom Chatto                         | Politiedokter           |
| Kit Taylor                         | Dokter                  |
| Jan Butlin                         | Dagreceptionist         |
| William Hoyland                    | Apotheker in hospitaal  |
| John Swindells                     | Desk Sergeant           |
| Jill Carey                         | Nachtreceptionist       |
| David Essex                        | Man in apotheek         |
| Valerie Shute – Vrouw in aoptheek  |                         |
| John Stone                         | Brandweercommandant     |
| Siobhan Quinlan                    | Jenny Greenaway         |
| Marianne Stone                     | Matron                  |
| Janet Lynn – Meisje in bibliotheek |                         |